# Aleksander Hulimka
Aleksander Hulimka (ur. 26 lutego 1846, zm. 1 listopada 1901 w Mycowie) – ziemianin, poseł konserwatywny do austriackiej Rady Państwa.
Ziemianin, od 1870 właściciel dóbr Myców w pow. sokalskim. Prowadził hodowlę bydła simentalskiego (srokatego szwajcarskiego). Nagrodzony medalem na wystawie bydła rasowego w Wiedniu. Członek sokalskiego oddziału (1870–1877) i prezes (1888–1893), członek (1898–1901) bełzkiego oddziału Galicyjskiego Towarzystwa Gospodarskiego.
Z przekonań konserwatysta, związany był z podolakami. Członek Rady Powiatowej w Sokalu (1885–1897) z grupy większej własności, zastępca członka (1890–1892), a potem członek (1892–1897) Wydziału Powiatowego w Sokalu. Poseł do austriackiej Rady Państwa VI kadencji (30 stycznia 1883 – 23 kwietnia 1885) – mandat uzyskał w wyborach uzupełniających po rezygnacji Wołodysława Fedorowycza, w kurii IV (gmin wiejskich) w okręgu wyborczym nr 18 (Żółkiew – Mosty Wielkie – Kulików – Sokal – Bełz – Rawa – Uhnów – Niemierów). W parlamencie należał do frakcji posłów konserwatywnych – podolaków Koła Polskiego w Wiedniu.
Pochowany w wybudowanej przez niego rodzinnej kaplicy grobowej wg projektu Władysława Sadłowskiego na cmentarzu w Mycowie.

## Rodzina i życie prywatne
Urodził się w rodzinie ziemiańskiej, syn prawnika i właściciela dóbr Teodora (1838–1901). Ożenił się w 1870 z Celiną z Obmińskich (1831–1875), z którą miał dwóch synów: Aleksandra i Wiktora (1870–1872).